# Смолявська сільська рада
Смолявська сільська́ ра́да — адміністративно-територіальна одиниця та орган місцевого самоврядування в Горохівському районі Волинської області. Адміністративний центр — село Смолява.

## Загальні відомості
Смолявська сільська рада утворена в 1979 році.
- Територія ради: 18,22 км²
- Населення ради: 1187 осіб (станом на 2001 рік). Кількість дворів — 387.

## Господарська діяльність
В Смолявській сільській раді працює 2 школи: 2 неповна середня, будинок культури, 2 бібліотеки, 2 медичні заклади, 1 відділення зв'язку, 2 АТС на 52 номери, 7 торговельних закладів.
По території ради проходять Т 0302, О030215.

## Населені пункти
Сільраді підпорядковані населені пункти:
- с. Смолява
- с. Зелене

## Населення
Згідно з переписом УРСР 1989 року чисельність наявного населення сільської ради становила 1303 особи, з яких 616 чоловіків та 687 жінок.
За переписом населення України 2001 року в сільській раді мешкало 1187 осіб.

### Мова
Розподіл населення за рідною мовою за даними перепису 2001 року:
| Мова       | Відсоток |
| ---------- | -------- |
| українська | 99,24 %  |
| російська  | 0,51 %   |
| білоруська | 0,08 %   |

## Склад ради
Рада складається з 12 депутатів та голови.
- Голова ради: Столярчук Тетяна Вікторівна
- Секретар ради: Романюк Галина Михайлівна

### Керівний склад попередніх скликань
| Прізвище, ім'я, по батькові   | Основні відомості                                                                                  | Дата обрання | Дата звільнення |
| ----------------------------- | -------------------------------------------------------------------------------------------------- | ------------ | --------------- |
| Шкорбатюк Анатолій Васильович | Сільський голова, 1956 року народження, освіта вища, член Всеукраїнського об'єднання «Батьківщина» | 26.03.2006   | 31.10.2010      |
| Шкорбатюк Анатолій Васильович | Сільський голова, 1956 року народження, освіта вища, член Всеукраїнського об'єднання «Батьківщина» | 31.10.2010   | 22.01.2012      |
| Столярчук Тетяна Вікторівна   | Сільський голова, 1974 року народження, освіта вища, член Партії регіонів                          | 22.01.2012   | 25.10.2015      |
| Столярчук Тетяна Вікторівна   | Сільський голова, 1974 року народження, освіта вища, безпартійна                                   | 25.10.2015   |                 |

Примітка: таблиця складена за даними сайту Верховної Ради України та ЦВК

### Депутати VII скликання
За результатами місцевих виборів 2015 року депутатами ради стали:

#### За суб'єктами висування
| Суб'єкт висування      | Кількість обраних депутатів | %     |
| ---------------------- | --------------------------- | ----- |
| Самовисування          | 11                          | 91.67 |
| Аграрна партія України | 1                           | 8.33  |

#### За округами
| № округу | Прізвище, ім'я, по батькові      | Ким висунуто           | Дата нар.  | Освіта              | Партійна приналежність | Відомості                                           |
| -------- | -------------------------------- | ---------------------- | ---------- | ------------------- | ---------------------- | --------------------------------------------------- |
| 1        | Маціюк Лариса Володимирівна      | Самовисування          | 18.05.1973 | професійно-технічна | безпартійна            | ЗОШ І-ІІ ст. с. Смолява, кухар                      |
| 2        | Лясковський Володимир Григорович | Самовисування          | 27.03.1989 | професійно-технічна | безпартійний           | ФАП с. Смолява, завідувач ФАПом                     |
| 3        | Лейбик Марія Володимирівна       | Самовисування          | 15.05.1960 | професійно-технічна | безпартійна            | ФАП с. Смолява, молодша медична сестра              |
| 4        | Лукашук Оксана Олександрівна     | Самовисування          | 11.02.1975 | професійно-технічна | безпартійна            | Смолявська сільська рада, спеціаліст-землевпорядник |
| 5        | Фем'як Петро Степанович          | Аграрна партія України | 26.06.1984 | вища                | безпартійний           | ПП"Західний Буг", бригадир заправник                |
| 6        | Подолець Галина Петрівна         | Самовисування          | 24.11.1992 | вища                | безпартійна            | ЗОШ І-ІІ ст. с. Смолява, вчитель                    |
| 7        | Поліщук Надія Володимирівна      | Самовисування          | 25.02.1973 | вища                | безпартійна            | Не працює                                           |
| 8        | Зборовська Людмила Миколаївна    | Самовисування          | 25.05.1989 | вища                | безпартійна            | Смолявська сільська рада, головний бухгалтер        |
| 9        | Маслічук Петро Миколайович       | Самовисування          | 01.09.1963 | професійно-технічна | безпартійний           | ПраТ «Галичина», менеджер                           |
| 10       | Залевська Галина Петрівна        | Самовисування          | 26.02.1960 | професійно-технічна | безпартійна            | Берестечківське СТ, продавець                       |
| 11       | Кухарук Оксана Сергіївна         | Самовисування          | 26.05.1978 | професійно-технічна | безпартійна            | ФАП с. Зелене, завідувачка ФАПом                    |
| 12       | Романюк Галина Михайлівна        | Самовисування          | 18.07.1960 | професійно-технічна | безпартійна            | Смолявська сільська рада, секретар сільської ради   |